# Oscar Debunne
Oscar Auguste Debunne (Vorst, 24 april 1921 - Ukkel, 11 mei 2006) was een Belgisch politicus en burgemeester voor de BSP.

## Levensloop
Debunne werd geboren als Oscar Debeuf, uit de buitenechtelijke relatie van BSP-politicus August Debunne en Bertha Debeuf. Na het overlijden in 1935 van de eerste vrouw van Debunne, traden zijn ouders in het huwelijk en werd Oscar als wettige zoon van August Debunne erkend. Hij doorliep de lagere school in zijn geboorteplaats Vorst en volgde middelbaar onderwijs in Oostende en Kortrijk. In 1943 promoveerde Debunne tot doctor in de rechten aan de Rijksuniversiteit Gent. Na het vervullen van zijn dienstplicht was hij van 1944 tot 1948 advocaat aan de balie van Kortrijk. Tijdens de Tweede Wereldoorlog was Debunne actief in het verzet, onder andere door clandestiene verzetsbladen uit te delen aan de universiteit. Als advocaat verdedigde hij dan weer vaak de belangen van oorlogsslachtoffers. 
In 1948 werd hij aangesteld als algemeen secretaris van het Emile Vandervelde Instituut, de studie- en documentatiedienst van de Belgische Socialistische Partij (BSP). In die functie voerde hij mee het verzet tegen de terugkeer van koning Leopold III, aan de zijde van zijn neef Georges Debunne, die vakbondsbestuurder was, en het Brusselse socialistische boegbeeld Paul-Henri Spaak.
In 1952 werd hij door de partijinstanties naar Aalst gestuurd om er de interne twisten in de plaatselijke BSP bij te leggen en de lokale afdeling te versterken. Debunne slaagde in deze opdracht en voerde bij de gemeenteraadsverkiezingen van oktober 1952 de socialistische lijst aan in Aalst. De CVP verloor haar absolute meerderheid in de stad en Debunne slaagde erin om met de liberalen een bestuursmeerderheid op de been te brengen, waarna hij begin 1953 de eed aflegde als burgemeester van de stad. Een jaar later, bij de parlementsverkiezingen van april 1954, voerde Debunne tevens de socialistische Kamerlijst voor het arrondissement Aalst en werd hij verkozen in de Kamer van volksvertegenwoordigers. Debunne had het moeilijk met de socialistisch-liberale regering-Van Acker IV die na de verkiezingen tot stand werd gebracht, omdat de liberalen een stevige stempel drukten op het economisch beleid van deze regering, en was eerder gewonnen voor een regering met de christendemocraten. 
In april 1956 diende hij om persoonlijke redenen zijn ontslag in als burgemeester van Aalst en trok hij in enigszins mysterieuze omstandigheden een tijdlang naar het buitenland, waarbij men hem een tijdje in de kranten als 'onvindbaar' vermeldde. Zijn partij was niet opgezet met dit plotse ontslag en dwong Debunne om in november 1956 tevens ontslag te nemen uit de Kamer.
Debunne was vervolgens van 1956 tot 1959 adjunct-vaste vertegenwoordiger van de Verenigde Naties bij de Raad voor technische bijstand aan India en Nepal. Van 1959 tot 1967 was hij daarna verbonden aan het secretariaat van de Noord-Atlantische Verdragsorganisatie (NAVO) in Parijs. Nadien was Debunne van 1967 tot 1973 adjunct-directeur en van 1973 tot 1975 directeur de economische afdeling van de NAVO in Brussel.
In 1975 ging hij opnieuw voor de socialistische partij werken als directeur van het Emile Vanderveldeinstituut - SEVI, hetgeen hij bleef tot aan zijn pensioen in 1986. In deze periode was Debunne van 1977 tot 1988 ook secretaris Internationale Betrekkingen van de (Belgische) Socialistische Partij en van 1976 tot 1989 vertegenwoordigde hij de (B)SP bij de Socialistische Internationale. Hij was daarnaast van 1978 tot 1982 voorzitter van de Raad van Advies voor Ontwikkelingssamenwerking en van 1982 tot 1992 voorzitter van het Fonds voor Ontwikkelingssamenwerking.
Vanaf 1990 was Debunne directeur van het European Institute for South and South-East Asian Studies in Brussel. Voorts was hij stichter-voorzitter van de bouwcoöperatieve voor Dender- en Waasland DEWACO en professor aan de Arbeidshogeschool in Gent.

## Publicaties
- De kapitalistische concentratie, Gent, 1950.
- Marxisme en socialisme, Brussel, 1954.
- Proeve tot benadering van enkele problemen in verband met kunst, Aalst, 1955.
- Réévaluation du marxisme, Brussel, 1955.